# Locomotive SFAI 1461-1473
Le locomotive 1461 ÷ 1473 delle Strade Ferrate dell'Alta Italia erano una serie di locotender di rodiggio 1-2-0, ottenute dalla trasformazione di locomotive a tender separato della serie 354 ÷ 368.

## Storia
Le locomotive furono realizzate dal 1884 al 1886 dalle officine di Verona della SFAI, trasformando le locomotive serie 354 ÷ 368 costruite nel 1854-55 dalla Robert Stephenson & Co.
L'intervento consisteva nel trasformare le locomotive a tender separato in locotender, aggiungendo al corpo della locomotiva due casse d'acqua e una carboniera.
Nel 1885, mentre le trasformazioni erano in corso, la rete SFAI venne smembrata fra la Rete Adriatica e la Rete Mediterranea; le locomotive 1461 ÷ 1473 passarono tutte alla Rete Mediterranea, dove ottennero i numeri da 6010 a 6022. La loro destinazione rimase quella precedente le trasformazioni, ovvero la ferrovia Alessandria-Novara-Arona.
Nel 1905, alla statalizzazione delle ferrovie, le locomotive pervennero alle Ferrovie dello Stato, che le classificarono nel gruppo 815, con numeri da 8151 a 8163; due anni dopo vennero rinumerate nel gruppo 810 con numeri da 8101 a 8113.
Tutte le 13 unità vennero radiate e demolite entro il 1913.